# ワトリング街道の戦い
ワトリング街道の戦い（ワトリングかいどうのたたかい、英：Battle of Watling Street）は、60年または61年頃にグレートブリテン島で、イケニ族の女王ブーディカが率いるケルト人先住民のブリタンニア諸族同盟軍と、ガイウス・スエトニウス・パウリヌスが指揮するローマ軍団との間で起こった戦い。
ローマ帝国側にとっては兵士の数が1対20と圧倒的に不利な状況であったが、それを覆し勝利を得て、グレートブリテン島での影響力を維持することに成功した。支配下に置いていた地域の中には大打撃を被ったところもあったが、この勝利によりローマのブリタンニア支配は410年に終焉をみるまで続いた。
戦場の正確な位置は判明していないが、戦場はロンディニウム（現在のロンドン）とウィロコニウム(en)（現在のシュロップシャー州Wroxeter）との間、ローマが築いたワトリング街道であったというのが歴史家たちのほぼ一致した見解である。
なお、「ワトリング」の名はのちにアングロサクソン人によってつけられたもので、この戦いの名称に用いるのは本来時代錯誤でもある。

## 背景
43年、ローマ帝国は規模の小さな王国が多数並存していたブリタンニア南東部への遠征の途上にあった。ただし、征服と言ってもそれは比較的緩やかなもので、軍事的に占領された王国もあったが、一方で帝国と同盟を結び自治を維持していた国も多数存在した。
そのような独立王国のひとつ、現在の東ブリタンニアノーフォーク地域を支配していたイケニ族の王プラスタグスは、自身の死後も独立を保とうと、王位継承権を持つ二人の娘とともにローマ皇帝を共同統治者とする遺言を残した。しかし、彼が60~61年頃に亡くなると、彼の思惑は無視された。ローマ人は領地を奪い、非道にも彼の家族に大変な屈辱を味わわせた。彼の未亡人ブーディカは鞭打たれ、二人の娘は辱められた。さらに奢侈な生活を好んだ行政長官デキアヌス・カトゥスやローマの財政官たちは、債務の返済に充てるためイケニ族の財産を没収し重税を課したとも推測されている。

## 勃発
それは、ガイウス・スエトニウス・パウリヌス総督率いる軍がウェールズで戦闘に当たっていた時だった。ブーディカが指導してイケニ族は立ち上がり、故地カムロドゥヌム（現在のコルチェスター）を植民地として奪われていたトリノヴァンテス族など周辺部族と連合し、反乱を起こした。最初の標的は、このカムロドゥヌムとなった。この町に対し、反乱軍は強い憎悪を湧き上がらせていた。ローマ軍退役軍人たちが作り上げたこの町にあった前皇帝クラウディウスを祭った神殿が、トリノヴァンテス族を搾取し、その財産と労働力で建設したものだったためである。カムロドゥヌムを急襲したブーディカ軍は逃げ遅れた人々を全て殺し、反乱勃発の元凶の一人カトゥスは這々の体でガリアに逃げた。

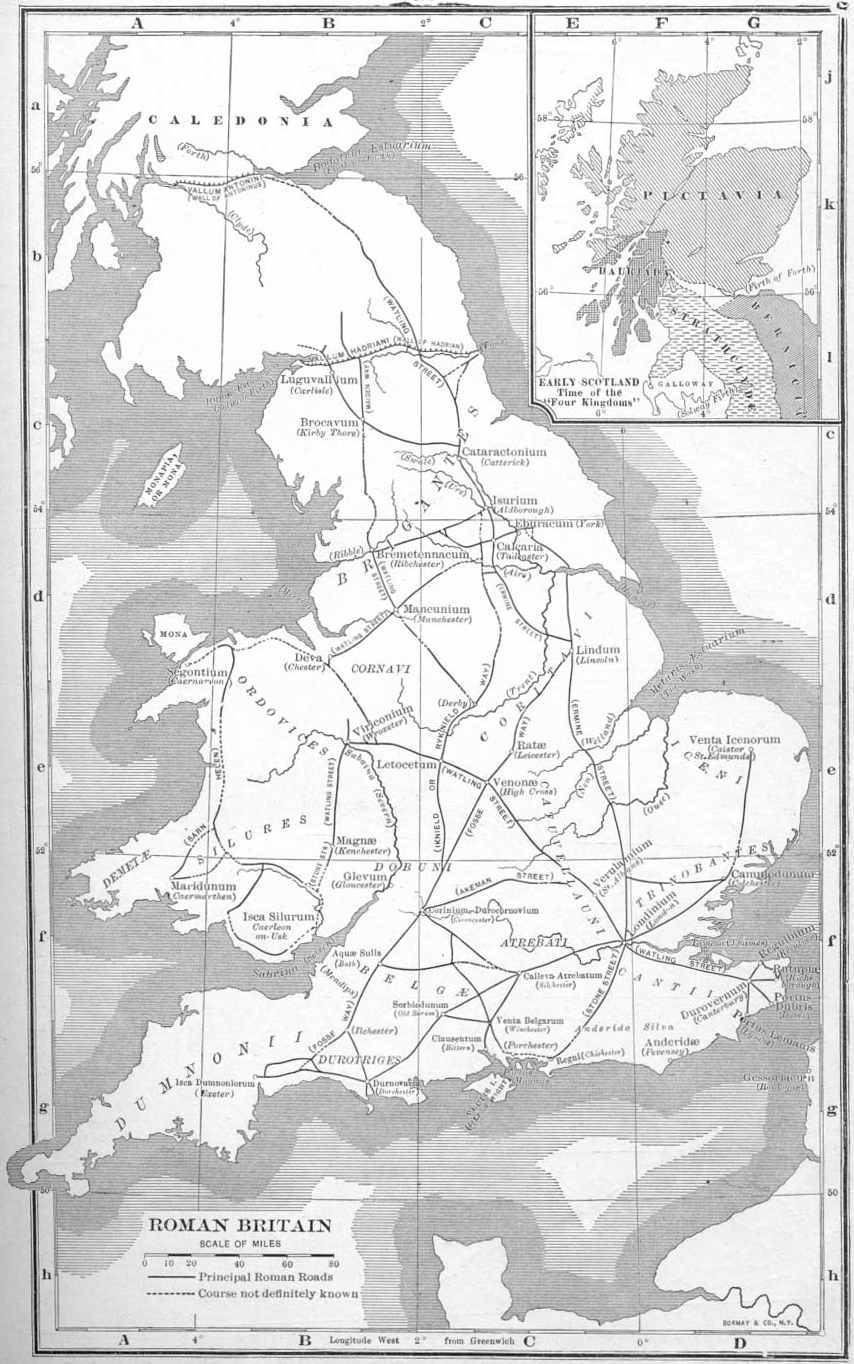
古代ローマ時代のブリタンニア。南部を逆V字に横切る道がワトリング街道

ブーディカ軍は次の進軍先をロンディニウム（現在のロンドン）に定めた。スエトニウス軍も同様にそこへ向かったが、都市防衛には要員が足りないと判断してロンディニウムには入らず、結局この街も、逃亡に成功したひとにぎりの人々を除き全員殺害され焼き払われた。
反乱軍が破壊に狂奔し、次の贄をウェルラミウム（現在のセント・オールバンズ）に定め北に進む頃、スエトニウスも現在ではワトリング街道と呼ばれるローマ街道に沿って北上しつつ軍の補強に着手した。タキトゥスによると、スエトニウスが指揮する第14軍団ゲミナに加え、第20軍団ウァレリア・ウィクトリクス（en）からの派遣隊、可能な限りの予備役兵らを傘下に納め、総勢10,000人の兵力を組織した。ただし、エクセター近郊に展開していた第2軍団アウグスタは不可解にもこれに加わらなかった。なお、同じくブリタンニアに展開していたクィントゥス・ペティリウス・ケリアリス率いる第9軍団ヒスパナは既にカムロドゥヌム奪回戦で敗退していた。
一方ブーディカ軍は、約230,000人までその兵士の数を膨らませていた。

## 戦闘
数において劣るスエトニウスは、背後に迫るブーディカ軍を感じつつ慎重に戦場となる地を選びながら、ワトリング街道を北上した。果たして彼が選んだのは森と山峡によって狭められ、その先には開けた草原が広がる地だった。狭窄な地形はローマ軍を側面や背後から向けられる襲撃から守り、そのためにブリタンニアの数的優位は削り取られる。そして、続く平原は身を隠す場所が無い。スエトニウスは軍団兵を密集隊形に配置し、軽装の予備役隊を側面に、機動部隊を両端に据え開戦に備えた。
戦いを前に、指揮官は兵士たちを激しく鼓舞した。戦闘終結から50年と過ぎない頃にこの戦いを記録したローマの歴史家タキトゥスは、ブーディカの演説内容をこのように残している。「ローマの思い上がりと傲慢さからは何者も逃れられないのです。奴等は聖なるものを見つけてはこれを壊し、清らかなるものを見つけてはこれを汚します。勝利を得るか、さもなければ滅ぶか。私は、ひとりの女としてこの選択に挑むのです」
ブリタンニアの軍は、戦場の最後端に幌馬車隊を三日月状に配することが多かった。そこからは戦士たちの妻や子供たちが戦局を見つめており、戦士は家族に勇姿と圧倒的な勝利を見せるために奮闘した。これは、ゲルマン人を率いた2人の指導者、キンブリ族のボイオリクスとスエビ族のアリオウィストゥスが、ガイウス・マリウスやガイウス・ユリウス・カエサルと戦った際にも見られた。
タキトゥスはまた、兵士たちを前にしたスエトニウスの語りも残している。「あの騒がしい蛮人どもなんか恐れるに足らない。あいつらは女の尻に敷かれた情けない連中なんだ。奴等は戦士なんかじゃ無い。証拠に、あの貧弱な武装を見てみろよ。俺たちの武器と気概を見せ付けて、やっつけてしまおうじゃないか」そして「一団になるんだ。槍を投げて、前に進め。盾で奴等を撃ち、剣で止めを刺せ。略奪は忘れろ。勝って、もっとたくさんの戦利品を得ようじゃないか」と戦術を伝えた。タキトゥスも、同時代の多くの歴史家の例に洩れずこのような場面ではもっと扇情的な演説を創作し書き上げるのが常だが、このスエトニウスのくだりだけは余りにも異質で生々しい。これは、のちに彼の義父となったグナエウス・ユリウス・アグリコラがスエトニウスの参謀として従軍しており、かなり正確な情景が伝わったためと考えられている。なお、カッシウス・ディオが『ローマ史』の中で伝える演説の内容はかなり異なる。

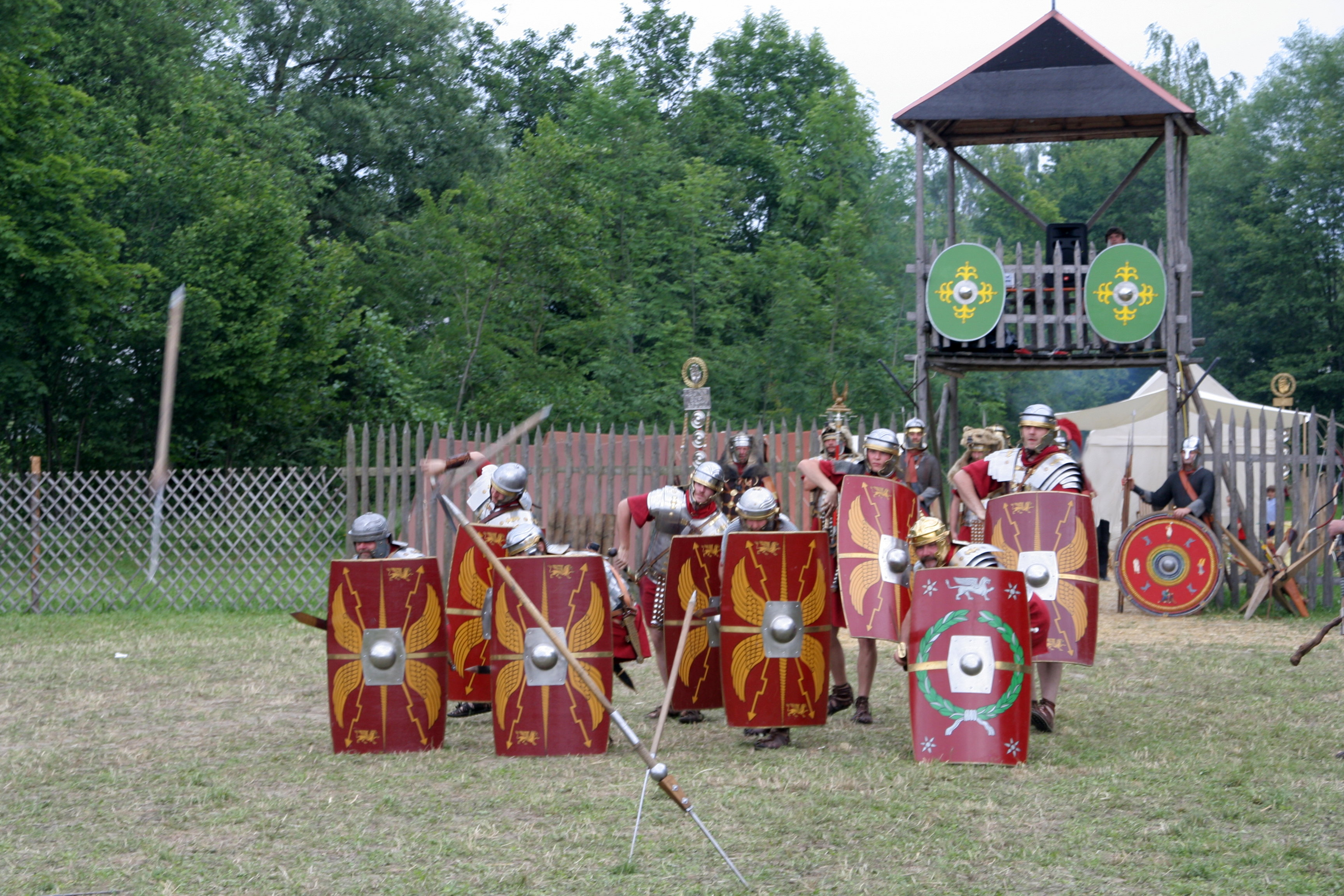
ピルムを投擲する軍団兵の再現

ブーディカと彼女の大軍は草原を横切って前進し、大規模な正面攻撃を仕掛けて狭い地形へ殺到した。ここで彼らの整備されないままだった指揮命令系統が災いし、進軍するにつれ街道は押し合いへし合いの状態となった。約40ヤードほど進んだところで、ローマ軍はピルムと呼ばれる槍の投擲を始め、戦局は一転した。ピルムの穂は曲がりやすく、盾に刺さると容易には抜けなくなってしまう。敵は重い槍が突き刺さり邪魔者になった盾を携え続けて機動力を失うか、それとも捨て去って防御力を失うかを選ばざるを得ない。それどころか、反乱軍の中で堅牢な盾を持つ者など数えるほどしかおらず、彼らは大打撃を被った。そこに、追い討ちをかける投槍の第2波が襲った。ローマ軍の兵士は通常2本のピルムを携えており、この攻撃でブリタンニア軍は瞬く間に数千人が倒れ、その優位は一気に消し飛んだ。
反乱軍の混乱に乗じ、スエトニウスは兵卒や予備役にローマ軍伝統のファランクス陣形をV字編隊（ウェッジ・フォーメーション）に改組させ、鋸の刃型状とした前線を前進させた。修練を積んだ優秀なローマ兵は、ピルムを手にせずとも勇敢さを失いはしなかった。武器や鎧は明らかに勝り、策略に嵌まった敵は身動きさえ満足に取れずただひしめき合っているのみ。さらに、槍を振りかざした機動部隊が側面から戦闘に加わり、ブリタンニア側の状況はさらに悪化した。被害が尋常ではない域に及ぶと、反乱軍は退却を試みたが、後方に配した幌馬車の列が邪魔となって思うように進まない。よもや完全に包囲され、袋の鼠となったブーディカ軍になすすべは無かった。ローマ軍の攻撃は兵士に留まらず、女や子供、荷役用の動物にまでも向けられた。
こうして戦闘は終わり、タキトゥスは反乱軍が約80,000の死者を、ローマ軍は約400人の戦死者とほぼ同数の負傷者を出し、敗ブーディカは服毒自殺を遂げたとしている。一方ディオはブーディカが病死して丁重に埋葬されたとしている。

## その後
この戦いに加わらなかった第2軍団アウグスタを指揮していた司令官ポエニウス・ポストゥムス(en)は、戦勝の知らせに触れ自らの栄誉が地に墜ちたことを悟ったのか、剣をもって自殺した。一度はブーディカ軍に敗れたクィントゥス・ペティリウス・ケリアリスは71年にブリタンニア長官に任命され、逃亡したデキアヌス・カトゥスについては何の記録も残っていない。
皇帝ネロは、反乱蜂起の知らせを受けて激しく動揺し、ブリタンニアからの全面撤退を考えたと言われている。しかし、ブーディカ軍鎮圧を知り、ブリタンニア遠征の継続を決めた。だが、残党狩りの準備を進める強硬派のスエトニウスと穏健に転じたネロとの間には意志の齟齬が生じ、スエトニウスは解任されローマに呼び戻された。彼は68-69年の内戦ではオトに属したがクレモナの戦いで敗れ、以後の履歴については記録が無い。
いったんは沈静したブリタンニアだったが、現地人の鬱積は完全に無くなったわけではなかった。69年にはブリガンテス族(en)ヴェニュティウス王(en)の反乱など、ブーディカの故事よりも深刻な打撃をローマに与える戦乱はその後も続いた。

## 戦場の位置
ワトリング街道の戦いが行われた場所は、タキトゥスが少々触れた程度で、いかなる歴史家も明確に断言していない。言い伝えの中にはキングスクロスの旧バトルブリッジ村がそれだと示唆するものもあるが、タキトゥスの著作の中にスエトニウスがロンディニウムまで戻り戦ったという記述は無い。推測に多くあるウェスト・ミッドランズ州、またはローマが築いたワトリング街道（現在のA5ロード）に沿ったロンディニウムとウィロコニウムとの間のいずこかと言う意見に、あまり異議は聞こえて来ない。
尤もらしい説の中には、
- Kevin K. Carroll が唱えた、フォッセ街道と交差するウォリックシャー州アザーストーン(en)近郊Manduessedum (現在のMancetter) Cuttle Millにある小さな傾斜地[25]
- ノーサンプトンシャー州Lactodorum（現在のトウスタ(en)）から南東に2マイルの地点[26]
- バーミンガムの古戦場跡に近いキングスノートン(en)[27]

などがある。